# تاتاگات آواتار تولسی
تاتاگات آواتار تولسی (انگلیسی: Tathagat Avatar Tulsi؛ زاده ۹ سپتامبر ۱۹۸۷) یک فیزیک‌دان اهل هند است.